# I Gremlins
I Gremlins è un libro per bambini scritto dall'autore britannico Roald Dahl e pubblicato nel 1943.
È stato il primo libro di Dahl destinato ad un pubblico infantile ed è stato scritto per la Walt Disney come strumento promozionale per un futuro lungometraggio animato che però non è mai stato realizzato. Mentre il film era già in pre-produzione, infatti la Disney si scontrò con un problema di copyright, perché non si riusciva a stabilire con precisione chi possedesse i diritti, e con forti interferenze del ministero dell'Aeronautica britannico, che pretendeva di avere l'ultima parola su sceneggiatura e produzione visto che Dahl era in congedo in tempo di guerra.

## Trama

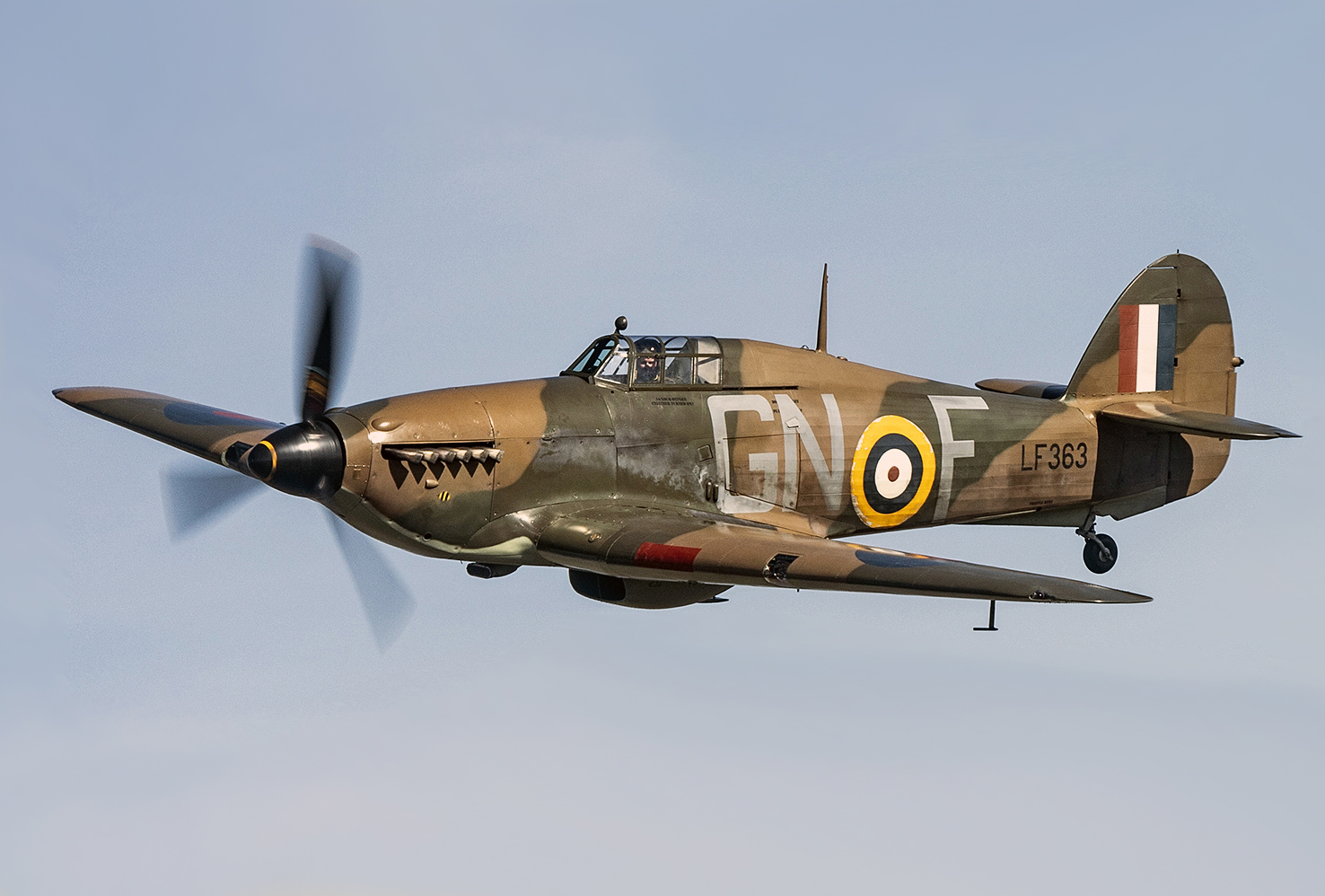
Dahl inserisce nella storia un Hawker Hurricane, come quello che pilotò durante la seconda guerra mondiale

Nello scrivere il libro, Dahl attinse alla propria esperienza di pilota della RAF durante la seconda guerra mondiale. Infatti il personaggio principale della storia è Gus, un pilota della RAF che vede il suo Hawker Hurricane distrutto sul Canale della Manica durante la battaglia d'Inghilterra da un gremlin, una creatura dispettosa che faceva parte del folklore della RAF e che si prendeva come spiegazione per problemi meccanici e disavventure. Mentre si lancia con il paracadute in mare, Gus convince i gremlins a unire le forze contro un nemico comune: Hitler e i nazisti, piuttosto che combattersi tra loro.
Nel libro di Dahl, la motivazione che ha spinto i gremlin a sabotare gli aerei britannici è la vendetta per la distruzione della loro foresta, che è stata rasa al suolo per far posto a una fabbrica di aerei. Alla fine però i gremlins vengono riqualificati dalla RAF e impiegati a riparare gli aerei. Il libro contiene anche dettagli pittoreschi sulla vita ordinaria dei gremlin: i piccoli gremlin ad esempio sono conosciuti come widgets e le femmine come fifinella, un nome preso dalla grande puledra Fifinella che vinse il derby di Epsom nel 1916, l'anno in cui nacque Dahl.

## Pubblicazione
I Gremlins venne pubblicato dalla Random House in una tiratura di 50.000 copie per il mercato statunitense con Dahl che ne ordinò 50 copie che distribuì come materiale promozionale a diverse persone, compreso l'ambasciatore britannico a Washington Lord Halifax e la First Lady degli Stati Uniti Eleanor Roosevelt, che amava leggerlo ai suoi nipoti.
Il libro fu considerato un successo internazionale, ma gli sforzi per ristampare il libro furono ostacolati dalla carenza di carta in tempo di guerra. Recensito in importanti pubblicazioni, Dahl iniziò ad esser considerato uno scrittore importante e le sue apparizioni a Hollywood furono accolte con avvisi nelle colonne di Hedda Hopper.
Le copie usate del libro della prima edizione sono molto apprezzate e ricercate dai collezionisti sia delle opere di Roald Dahl che di quelle della Disney e possono raggiungere anche i 10.000 dollari.

## Cultura popolare
In Rosicchio in picchiata della Warner Bros., Bugs Bunny cerca di impedire il naufragio di un aereo militare americano da parte di un gremlin.
In "Incubo a 20.000 piedi", un episodio di Ai confini della realtà del 1963 con William Shatner, c'è un omaggio alla leggenda dei gremlin, uno dei quali viene visto smantellare un aereo di linea durante il volo. Nel film del 1983 il ruolo è stato interpretato da John Lithgow.
Il film del 1984 Gremlins, prodotto da Steven Spielberg e diretto da Joe Dante, è vagamente ispirato ai personaggi di Dahl.
L'episodio Terrore a cinque piedi e mezzo, che sarebbero un po' più di due metri dello special La paura fa novanta de I Simpsons, racconta di una disavventura di Bart Simpson con un gremlin.
Nel settembre 2006 la Dark Horse Comics ha pubblicato The Gremlins: The Lost Walt Disney Production, una versione fedelmente restaurata e aggiornata de I Gremlins che include un'introduzione dello storico del cinema Leonard Maltin, oltre alla creazione di una serie di giocattoli e figurine ispirati a gremlin modellati sui personaggi originali di Dahl.
I gremlin appaiono nel franchise di Epic Mickey come i meccanici della Zona Contaminata e il loro leader Gus (doppiato da Bob Joles nel primo gioco e Cary Elwes nel secondo) funge da coscienza per Topolino (come il Grillo parlante lo è per Pinocchio).